# ネット棋院
ネット棋院（ねっときいん）は、酒井猛主宰で設立された、インターネットによるネット碁のシステム。2000年に酒井猛をネット棋院代表として、日本棋院、関西棋院のプロ棋士によって、棋士のネット活動の場として構想、(有)ネット棋院として設立された。2007年に(株)ネット棋院に移行。
酒井がWWGo技術顧問として培ったノウハウを元に開発した対局システムを利用する。プロ棋士とアマチュア棋士を統一して扱う独自の段級位制度による対局と、対局閲覧、掲示板などのコミュニティー、指導対局、囲碁入門システムなどを提供する。またデジタル・ネット免状発行を計画している。2007年より、それまでWWGoにて開催されていた「インターネット囲碁世界ランキング戦」を、「ネット棋院ランキング世界オープン戦」と改名して共催する。
会員には、プロ会員、段位制度に基づく公式対局室を利用できる正会員（有料）、自由対局を利用できる自由会員（無料）がある。

## 沿革
- 2000年 (有)ネット棋院設立
- 2001年 第1次正会員募集開始
- 2002年 囲碁入門トレーニング、名物コラム「今週の感動！！」開始
- 2004年 ウェブマネーによる電子決済対応
- 2006年 対局ソフトに関する「プロフェッショナル着手機能」特許取得
- 2007年 (株)ネット棋院に移行
- 2017年 閉鎖